# Élections législatives bissau-guinéennes de 1989
Les Élections législatives bissau-guinéennes de 1989 ont lieu en Guinée-Bissau le 15 juin 1989. 

## Contexte
À l'époque, le pays était un État à parti unique sous l'égide du Parti africain pour l'indépendance de la Guinée et du Cap-Vert. 

## Système électoral
Les élections ont lieu au suffrage indirect. Les électeurs ayant élu le 1er juin 1989 les 473 membres de huit conseils régionaux, ces derniers élisent à leur tour les 150 membres de l'Assemblée populaire nationale le 1er juin 1989. Au moins 50 % des électeurs inscrits doivent voter dans une circonscription électorale pour que l'élection soit valide. Toute personne âgée d'au moins 18 ans et ayant la nationalité bissau-guinéenne a le droit de voter, sauf si elle a été disqualifiée, tandis que les candidats doivent être âgés d'au moins 21 ans.

## Résultats
| Partis                   | Partis                                                                 | Voix    | %     | Sièges |
| ------------------------ | ---------------------------------------------------------------------- | ------- | ----- | ------ |
|                          | Parti africain pour l'indépendance de la Guinée et du Cap-Vert (PAIGC) | 214 201 | 95,80 | 150    |
|                          | Contre                                                                 | 9 390   | 4,20  | -      |
|                          |                                                                        |         |       |        |
| Total                    | Total                                                                  | 223 591 | 100   | 150    |
| Inscrits / participation | Inscrits / participation                                               | 420 285 | 53,20 |        |

## Analyse
Le taux de participation est de 53,20 %, et environ 60 % des membres de l'Assemblée sont élus au premier tour,.